# Lucas Chávez
Lucas Chávez (Santa Cruz de la Sierra, 17 de abril de 2003) es un futbolista boliviano que juega en la demarcación de centrocampista para el Al-Taawoun Football Club de la Liga Profesional Saudí.

## Selección nacional
El 20 de junio de 2023 hizo su debut con la selección de Bolivia en un partido amistoso contra Chile que finalizó con un resultado de empate a cero. Además fue convocado para jugar la Copa América 2024.

## Clubes
| Club          | País           | Año       | Partidos | Goles |
| ------------- | -------------- | --------- | -------- | ----- |
| Club Bolívar  | Bolivia        | 2021-2024 | 61       | 7     |
| Al-Taawoun FC | Arabia Saudita | 2024-     | 12       | 1     |